# Juchitlán
Juchitlán è un comune del Messico, situato nello stato di Jalisco.